# Schrassig
Schrassig (Luxemburgs: Schraasseg) is een plaats in de gemeente Schuttrange en het kanton Luxemburg in Luxemburg.
Schrassig telt 1032 inwoners (2001).

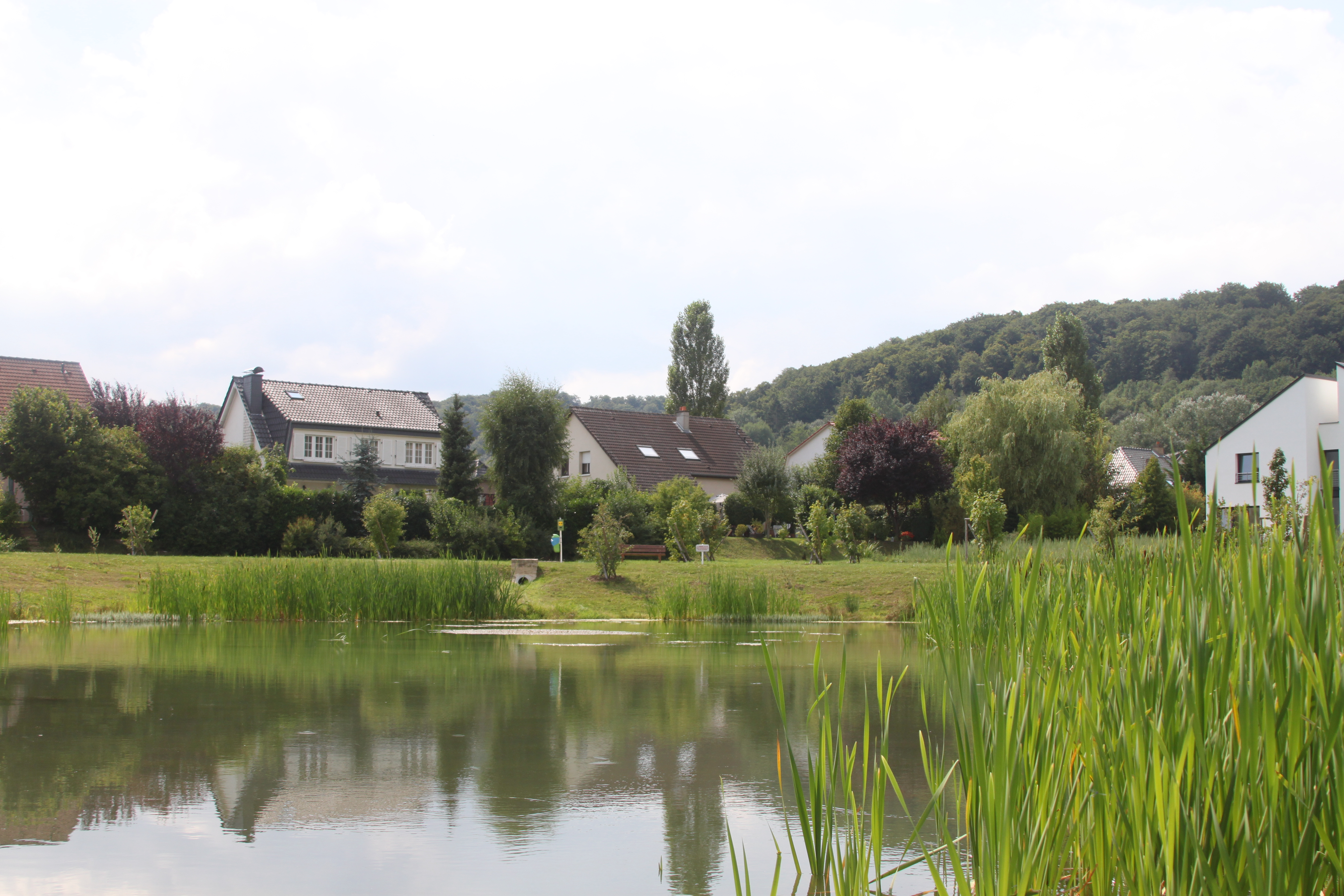